# Regió d'Antofagasta
La regió d'Antofagasta és una de les 16 regions de Xile, limita al nord amb la Regió de Tarapacá, al sud amb la regió d'Atacama, a l'est amb les províncies de Salta i Jujuy (Argentina) i la Departament de Potosí (Bolívia). És la segona regió més gran de Xile; al voltant del 98 per cent de la seva població viu en zones urbanes, principalment la capital, Antofagasta, i a Tocopilla, Calama i Chuquicamata.

## Efemèrides
El 14 de novembre de 2007 la regió va patir un terratrèmol d'intensitat 7.7 en l'escala de Richter.